# Педро Контрерас
Педро Контрерас (ісп. Pedro Contreras, нар. 7 січня 1972, Мадрид) — колишній іспанський футболіст, що грав на позиції воротаря.
Виступав за клуби «Реал Мадрид», «Райо Вальєкано», «Малага», «Реал Бетіс» та «Кадіс», а також у складі національної збірної Іспанії був учасником чемпіонату світу 2002 року.

## Клубна кар'єра
Народився 7 січня 1972 року в місті Мадрид. Вихованець футбольної школи клубу «Реал Мадрид», де навчався з 10 років.
У дорослому футболі дебютував 1992 року виступами за другу команду «Реала», взявши участь у 44 матчах чемпіонату. Також потрапляв до заявки його основної команди, проте на поле так і не вийшов.
У сезоні 1996/97 років виступав за команду «Райо Вальєкано» на правах оренди. Дебют в першому іспанському дивізіоні відбувся 1 вересня 1996 року в матчі проти «Вальядоліда». За «Райо» Контрерас провів 41 матч із 42, але не зміг допомогти клубу залишитися в іспанській Примері.
У серпні 1997 року потрапив до складу основної команди «вершкових». Хоча Контрерасу і була вручена медаль переможця Ліги чемпіонів 1997/98, де іспанський клуб домігся успіху, Педро в цьому розіграші не провів на полі жодної хвилини. В сезоні 1998/99 нарешті відбувся дебют Контрераса в основній команді «вершкових» — всього за цей чемпіонат Контрерас зіграв 4 матчі, а мадридський клуб завоював «срібло» турніру.
1999 року воротар перебрався в інший іспанський клуб — «Малагу» з однойменного міста. Тут він став безперечним першим номером, пропустивши лише 6 ігор команди за 5 років свого перебування в Малазі. За цей час додав до переліку своїх трофеїв титул володаря Кубка Інтертото.
Наступним клубом Контрераса став «Реал Бетіс» в 2003 році, але в своєму першому сезоні за севільський клуб зіграв всього 22 матчі, потім втратив місце в основному складі через почастішання травм та прогресу іншого голкіпера команди, Тоні Добласа, що став основним воротарем. У сезоні 2005/06 Педро взяв участь в єврокубках — Кубку УЄФА та Лізі чемпіонів, де навіть відіграв «сухий» матч проти лондонського «Челсі» (1:0).
2007 року Педро за орендною угодою перейшов в андалуський клуб «Кадіс», що виступав в іспанській Сегунді, де був основним воротарем, але не врятував команду від вильоту в третій дивізіон. Після закінчення сезону Контрерас отримав статус вільного агента. Вирішивши закінчити кар'єру футболіста, Педро став тренером воротарів у своєму колишньому клубі, «Малазі».

## Виступи за збірну
Не маючи в активі жодного матчу у складі національної збірної Іспанії, Контрерас 2002 року став третім воротарем «червоної фурії» на чемпіонаті світу в Японії та Кореї, проте на поле так і не вийшов. Свою єдину гру за національну команду зіграв 16 жовтня 2002 року, коли в Логроньйо іспанці зіграли внічию з Парагваєм (0:0).

## Титули і досягнення
- Чемпіон Іспанії (1):

«Реал Мадрид»: 1994-95
- Володар Суперкубка Іспанії з футболу (1):

«Реал Мадрид»: 1997
- Володар Кубка Іспанії з футболу (1):

«Реал Бетіс»: 2004-05
- Переможець Ліги чемпіонів УЄФА (1):

«Реал Мадрид»: 1997-98
- Володар Міжконтинентального кубка (1):

«Реал Мадрид»: 1998
- Володар Кубка Інтертото (1):

«Малага»: 2002